# دبستان کورش کبیر سراوان
دبستان کورش کبیر سراوان مربوط به دوره پهلوی اول است و در سراوان، انتهای خیابان آزادی واقع شده و این اثر در تاریخ ۲۷ مرداد ۱۳۸۲ با شمارهٔ ثبت ۹۵۵۸ به‌عنوان یکی از آثار ملی ایران به ثبت رسیده است.